# Berlin Radio Symphony Orchestra
La Berlin Radio Symphony Orchestra o Rundfunk-Sinfonieorchester Berlin è un'orchestra sinfonica fondata nel 1923 a Berlino. Nel periodo in cui la città venne divisa, si trovava nel settore orientale.
L'orchestra si è specializzata soprattutto nell'esecuzione di musica del XX secolo.

## Direttori
- Bruno Seidler-Winkler (1926–1932)
- Eugen Jochum (1932–1934)
- Sergiu Celibidache (1945–1946)
- Hermann Abendroth (1953–1956)
- Rolf Kleinert (1959–1973)
- Heinz Rögner (1973–1993)
- Rafael Frühbeck de Burgos (1994–2000)
- Marek Janowski (2002–)